# Лічфілд (округ)
Шаблон:StateAbbr_ 41°47′ пн. ш. 73°14′ зх. д. / 41.79° пн. ш. 73.24° зх. д.
Лі́чфілд (англ. Litchfield County) — округ (графство) у штаті Коннектикут, США. Ідентифікатор округу 09005.

## Населені пункти
В склад округу входять 2 міста (сіті) та 27 містечок (25 таун, 2 боро).
Міста
| Місто      | Населення, осіб | Рік  |
| ---------- | --------------- | ---- |
| Вінстед    | 7321            | 2000 |
| Торрінгтон | 35995           | 2005 |

Містечка (боро)
| Місто   | Населення, осіб | Рік  |
| ------- | --------------- | ---- |
| Бантам  | 802             | 2000 |
| Лічфілд | 1328            | 2005 |

Містечка (таун)
| Містечко     | Населення, осіб | Рік  |
| ------------ | --------------- | ---- |
| Беркгемстед  | 3711            | 2005 |
| Бетлегем     | 3596            | 2005 |
| Бріджвотер   | 1898            | 2005 |
| Варрен       | 1361            | 2005 |
| Вашингтон    | 3693            | 2005 |
| Вінчестер    | 10857           | 2005 |
| Вотертаун    | 22330           | 2005 |
| Вудбері      | 9734            | 2005 |
| Гарвінтон    | 5571            | 2005 |
| Гошен        | 3092            | 2005 |
| Канаан       | 1101            | 2005 |
| Кент         | 2962            | 2005 |
| Колбрук      | 1540            | 2005 |
| Корнволл     | 1489            | 2005 |
| Лічфілд      | 8684            | 2005 |
| Морріс       | 2393            | 2005 |
| Норт-Канаан  | 3392            | 2005 |
| Норфолк      | 1676            | 2005 |
| Нью-Гартфорд | 6746            | 2005 |
| Нью-Мілфорд  | 28667           | 2005 |
| Плімут       | 12183           | 2005 |
| Роксбері     | 2327            | 2005 |
| Солсбері     | 3977            | 2000 |
| Томастон     | 7938            | 2005 |
| Шерон        | 3052            | 2005 |

## Історія
Округ утворений 1751 року.

## Демографія
За даними перепису 2000 року загальне населення округу становило 182193 осіб, зокрема міського населення було 102451, а сільського — 79742. Серед мешканців округу чоловіків було 89044, а жінок — 93149. В окрузі було 71551 домогосподарство, 49598 родин, які мешкали в 79267 будинках. Середній розмір родини становив 3,03.
Віковий розподіл населення поданий у таблиці:
| Стать    | До 15 років | 15-21 | 22-29 | 30-39 | 40-49 | 50-65 | 65-85 | Понад 85 |
| -------- | ----------- | ----- | ----- | ----- | ----- | ----- | ----- | -------- |
| Чоловіки | 19188       | 7130  | 6303  | 13941 | 15987 | 15784 | 9664  | 1047     |
| Жінки    | 18154       | 6554  | 6408  | 14610 | 16228 | 15965 | 12643 | 2587     |

## Суміжні округи
- Беркшир, Массачусетс — північ
- Гемпден, Массачусетс — північний схід
- Гартфорд — схід
- Нью-Гейвен — південний схід
- Ферфілд — південь
- Дачесс, Нью-Йорк — захід

## Виноски
1. ↑  U.S. Decennial Census. United States Census Bureau. Архів оригіналу за 26 квітня 2015. Процитовано 11 червня 2014.
2. ↑  Historical Census Browser. University of Virginia Library. Архів оригіналу за 11 серпня 2012. Процитовано 11 червня 2014.
3. ↑  Population of Counties by Decennial Census: 1900 to 1990. United States Census Bureau. Архів оригіналу за 3 січня 2015. Процитовано 11 червня 2014.
4. ↑  Census 2000 PHC-T-4. Ranking Tables for Counties: 1990 and 2000 (PDF). United States Census Bureau. Архів оригіналу (PDF) за 18 грудня 2014. Процитовано 11 червня 2014.
5. ↑  State & County QuickFacts. United States Census Bureau. Архів оригіналу за 7 червня 2011. Процитовано 11 червня 2014.(англ.) Наведено за англійською вікіпедією.
6. ↑  American FactFinder. Бюро перепису населення США. Архів оригіналу за 26 лютого 2012. Процитовано 31 січня 2008.

| Прапор США | Це незавершена стаття про Сполучені Штати Америки. Ви можете допомогти проєкту, виправивши або дописавши її. |